# Brenda Joyce (actrice)
Pour les articles homonymes, voir Brenda Joyce (auteur) et Joyce.
Brenda Joyce (de son vrai nom Betty Graffina Leabo) est une actrice américaine née le 25 février 1917 à Excelsior Springs et morte le 4 juillet 2009 d'une pneumonie à Santa Monica.

## Carrière
Elle commence sa carrière dans une production de Darryl Zanuck La Mousson en 1939. Par la suite, elle succède à Maureen O'Sullivan dans le rôle de Jane, au côté de Johnny Weissmuller pour la série des Tarzan, et sa dernière prestation reprend le personnage, mais c'est à Lex Barker d'interpréter, désormais, le Seigneur de la Jungle.

## Vie privée
Elle épousa Owen Ward en 1941, dont elle eut trois enfants. Ils divorcèrent en 1960. Ce divorce est très douloureusement vécu par l'actrice et lui laissera de nombreuses séquelles. Elle se remaria deux fois, la première avec un officier de marine, la seconde avec un homme d'affaires, mais les deux mariages finirent par un fiasco. Elle meurt en 2009 d'une pneumonie. Elle est inhumée dans le Westwood Village Memorial Park Cemetery de Los Angeles.

## Filmographie

### Cinéma
- 1939 : La Mousson (The Rains Came), de Clarence Brown : Fern Simon
- 1939 : Le Père prodigue (Here I Am a Stranger), de Roy Del Ruth : Simpson Daniels
- 1940 : Les Révoltés du Clermont (Little Old New York) de Henry King : Harriet Livingston
- 1940 : Maryland, de Henry King : Linda
- 1940 : Public Deb No. 1 (en), de Gregory Ratoff : Penny Cooper
- 1941 : Private Nurse, de David Burton : Mary Malloy
- 1941 : Marry the Boss's Daughter, de Thornton Freeland : Fredericka Barrett
- 1942 : Right to the Heart, d'Eugene Forde : Jenny Killian
- 1942 : Suivez le fantôme (en) (Whispering Ghosts), d'Alfred L. Werker : Elizabeth Woods
- 1942 : The Postman Didn't Ring (en), de Harold D. Schuster : Julie Martin
- 1942 : Little Tokyo, U.S.A., d'Otto Brower : Maris Hanover
- 1943 : Thumbs Up (en), de Joseph Santley : Louise Latimer
- 1945 : Tarzan et les Amazones (Tarzan and the Amazons), de Kurt Neumann : Jane
- 1945 : I'll Tell the World, de Leslie Goodwins : Lorna Gray
- 1945 : Strange Confession, de John Hoffman (en) : Mary
- 1945 : La Forêt enchantée (The Enchanted Forest), de Lew Landers : Anne
- 1945 : Pillow of Death, de Wallace Fox : Donna Kincaid
- 1946 : Tarzan et la Femme léopard (Tarzan and the Leopard Woman), de Kurt Neumann : Jane
- 1946 : Deux nigauds vendeurs (Little Giant), de William A. Seiter : Ruby Burke
- 1946 : The Spider Woman Strikes Back, d'Arthur Lubin : Jean Kingsley
- 1946 : Danger Woman (en), de Lewis D. Collins : June Spenser
- 1947 : Stepchild, de James Flood : Dale Bullock
- 1947 : Tarzan et la Chasseresse (Tarzan and the Huntress), de Kurt Neumann : Jane
- 1948 : Tarzan et les Sirènes (Tarzan and the Mermaids), de Robert Florey : Jane
- 1948 : Shaggy, de Robert Emmett Tansey : Laura Calvin
- 1948 : 10,000 Kids and a Cop (en), de Charles Barton
- 1949 : Tarzan et la Fontaine magique (en) (Tarzan's Magic Fountain), de Lee Sholem : Jane